# William Kroll
William Kroll est un compositeur et un violoniste américain, né le 30 janvier 1901 à New York et décédé en 1980 à Boston, Massachusetts. Il a fondé plusieurs ensembles de chambres célèbres dont le Quatuor Coolidge et le Quatuor Kroll.

## Biographie
William Kroll, surnommé amicalement Fritz, a beaucoup contribué à la musique, autant en tant que soliste ou comme membre de divers ensembles de musique de chambre. De 1911 à 1914, il est étudiant de Henri Marteau à la Hochschule für Musik de Berlin. Puis élève de 1917 à 1922 de Franz Kneisel et P. Goetschius à l'Institute of Musical Art de New York. Il remporta le prix Morris Loeb. Après avoir complété sa scolarité, il se produit pour la première fois dans cette ville en 1915, puis en Europe, en Amérique du Nord et en Amérique centrale (Mexico, été 1937 jouant sous la direction de Carlos Chavez) comme soliste et membre successivement, du Trio Elshuco (1922-1929), du Quatuor Coolidge (1936-1944), et enfin du Quatuor Kroll (1944-1969). Il fut aussi le partenaire du pianiste Artur Balsam, qui fut aussi l'accompagnateur de Yehudi Menuhin.
Parallèlement, il a enseigné dans divers institutions, d'abord à l'Institute of Musical Art (1922-1938), puis au Mannes College (1943, classe de violon et de musique de chambre), au Peabody Conservatory (1947-1965, violon et musique de chambre), à Tanglewood (à partir de 1949, musique de chambre), au Cleveland Institute of Music (1964-1967), et aussi au Queens College au début de 1969.
Il joua régulièrement en soliste avec les orchestres de Boston, Philadelphia, San Francisco, Baltimore, et Chautauqua.
En 1942, il a reçu la médaille Coolidge « pour services rendus à la musique de chambre » (par la célèbre mécène américaine Elizabeth Sprague Coolidge (1864-1953)).

## Compositions
Sa plus fameuse composition est Banjo and Fiddle (1945) pour violon et piano qui figurait souvent aux programmes des récitals de Fritz Kreisler et Jascha Heifetz.

### Violon et Piano
- Arabesque (éd. 1945)
- Banjo and Fiddle (éd. 1945)
- Bizarresque (éd. 1928)
- Caprice (éd. 1949)
- Cossack (éd. 1929)
- Happy-Go-Lucky (éd. 1949)
- Juanita (éd. 1945)
- Moment Musical (éd. 1949)
- Out of the East (éd. 1927)
- Pantomime (éd. 1937)
- Polka pour violon et piano ou accompagnement de violon ad lib (éd. 1949)
- Prayer (éd. 1945)
- Russian Lullaby (éd. 1927)
- Three Violin Pieces in the First Position avec piano ou accompagnement de violon ad lib (éd. 1945)

1. Donkey Doodle
2. Contra Dance
3. Peter Rabbit
- Valse Tendre (éd. 1930)

### Quatuor à cordes
- Four Bagatelles pour quatuor à cordes (éd. 1943)

1. Coquette
2. Giocoso
3. The Veiled Picture
4. Mood
- Four Characteristic Pieces pour quatuor à cordes (éd. 1935)

1. Little March
2. Magyar
3. The Ancient (sur une mélodie hébraïque)
4. Cossack

### Orchestre
- Arabesque
- Jolly Good Fellow
- Little March

## Enregistrements

### Avec le Quatuor Coolidge (1936-1944)
Composé de William Kroll, Nicolai Berezowsky  (1900-1953), violons ; Nicholas Moldavan, alto ; Victor Gottlieb, violoncelle
- Jacobi, Hagiographia : trois narrations bibliques pour quatuor à cordes et piano avec Irene Jacobi, piano (fin des années 1930, RCA Victor Red Seal, M 782)
- Loeffler[5], Music for Four Stringed Instruments (1938)

### Avec le Quatuor Kroll (1944-1969)
Composé de William Kroll, William Stone (avant 1963), puis Louis Grader, violons ; David Mankovitz, alto ; Avron Twerdowsky, violoncelle
- Haydn, Quatuor à cordes op. 64 no 5 "The Lark" (Columbia SAX 2519)
- Hindemith, Quatuor à cordes no 3, op. 22 (Columbia Q 33 CX1876)
- Mozart, Quatuor à cordes Kv. 458 La Chasse (1952, Allegro ALX86)
- Mozart, Quatuor à cordes Kv. 465 Les dissonances (1952, Allegro ALX86)
- Prokofiev, Quatuor à cordes no 1, op. 50 (1963, Columbia Q 33CX1865)
- Schubert: Quatuor à cordes en ré mineur La jeune fille et la mort (Columbia SAX 2519)
- Tchaikovski, Quatuor à cordes no 1, op. 11 (1963, Columbia Q 33CX1865)

## Sources
- (en) Cet article est partiellement ou en totalité issu de l’article de Wikipédia en anglais intitulé « William Kroll » (voir la liste des auteurs).